# Novy-Chevrières
Novy-Chevrières é uma comuna francesa na região administrativa de Grande Leste, no departamento das Ardenas. Estende-se por uma área de 17,2 km². Em 2010 a comuna tinha 760 habitantes (densidade: 44,2 hab./km²).